# Qi (induktive Energieübertragung)

Qi-Logo

Qi (chinesisches Wort für „Lebensenergie“, Aussprache [ˈt͡ʃiː]) ist ein proprietärer Standard des Wireless Power Consortiums (WPC) zur drahtlosen Energieübertragung mittels elektromagnetischer Induktion über kurze Distanzen. Der bereits im Jahr 2008 gegründete Qi-Standard wird laut WPC von über 1000 verschiedenen Geräten unterstützt und zählt über 200 Unternehmen zu seinen Mitgliedern. Powermat ist ein ähnlicher, aber zu Qi inkompatibler und konkurrierender proprietärer Standard der Power Matters Alliance.
In Deutschland erhielt kabelloses Laden durch die Einführung einer neuen Produktlinie des großen Möbelherstellers IKEA erstmals höhere Aufmerksamkeit durch die Öffentlichkeit. Erster Anbieter bei Smartphones (abgesehen vom Palm Pre im Jahre 2009) war der südkoreanische Hersteller Samsung, dessen 2012 erschienene Samsung Galaxy S III mit Qi nachgerüstet werden konnte. Größere Verbreitung fand das induktive Laden durch die feste Integration in die ab Herbst 2012 eingeführten Nokia Lumia 820 und 920. Mit den im September 2017 vorgestellten iPhone 8 und iPhone X unterstützen auch Smartphones von Apple erstmals Qi. Derzeit sind auch Qi-Schnellladegeräte mit einer Leistung von 7 bis 15 Watt auf dem Markt, womit sich die Ladedauer der von USB-Ladegeräten annähert.

## Technische Daten

Darstellung der induktiven Energieübertragung durch Qi

Qi verwendet eine resonante induktive Kopplung zwischen Sender und Empfänger. Sender und Empfänger tauschen Daten aus, um eine optimale Energieübertragung zu gewährleisten. Der Sender moduliert dabei das Sendefeld. Der Empfänger verwendet eine RFID-ähnliche Technik, um Daten an den Sender zu übermitteln. Durch die typischerweise hohe magnetische Kopplung der Spulen kann eine hohe Leistung übertragen werden, ohne EMV-Grenzwerte zu überschreiten.
- Übertragungsfrequenz: 87 bis 205 kHz (Langwelle)[4]
- bis zu 5 Watt (Baseline Power Profile) bzw. bis zu etwa 15 Watt (Extended Power Profile)[4]
- Datenübertragung zwischen Sender und Empfänger mit 2 Kilobit pro Sekunde[4]

Im Rahmen der IFA 2023, die Anfang September in Berlin stattfand, präsentierten Unternehmen wie Anker und Belkin bereits erstes Zubehör für den neuen Qi2-Standard. Diese Geräte basieren auf der MagSafe-Technologie von Apple, die seit einigen Jahren in iPhones zum Einsatz kommt und als technische Grundlage für Qi2 dient. Das iPhone 15 ist bereits mit Qi2 kompatibel und zählt laut Computer Bild zu den ersten Geräten mit Unterstützung für den neuen Standard. Qi2 wurde anschließend am 16. November 2023 offiziell gestartet, mit dem Ziel, kabelloses Laden präziser, schneller und herstellerübergreifend nutzbar zu machen. Im Juli 2025 wurde die maximale Ladeleistung von Qi2 mit der Version 2.2.1 von 15 Watt auf 25 Watt erweitert.

## Vorteile
- Gerät muss lediglich aufgelegt werden
- Geräte und Ladegeräte können von verschiedenen Herstellern sein
- Ein einziges Ladegerät kann für mehrere Geräte verwendet werden
- Durch die nicht mehr notwendige Buchse ergeben sich elektrisch wie mechanisch
  - kein Verschleiß von Steckkontakten durch An- und Abstecken,
  - besserer Schutz gegen ESD-Entladungen,
  - keine mechanischen Schwachstellen aufgrund einer Buchsen-Aussparung,
  - kein Eindringen von Staub bzw. Wasser, damit auch Einsatz in rauer Umgebung bzw. höhere IP-Einstufung möglich,
  - in der Koordinierung zwischen PCB-Layout und Gehäusedesign fällt der Abgleich der Positionierung einer Buchse weg.

## Nachteile
- Während der Energieübertragung muss das Gerät in physischem Kontakt mit dem Ladegerät bleiben; man kann also mit einem Handy nicht mehr so einfach telefonieren.
- Wegen der losen induktiven Kopplung verschlechtert sich der Wirkungsgrad des Ladevorgangs gegenüber der konventionellen Aufladung per Kabel; im Jahre 2013 maß die Stiftung Warentest einen um 60 % höheren Stromverbrauch.[7]
- Qi-Ladegeräte sind meist teurer als herkömmliche Ladegeräte.
- Störung des Langwellenrundfunks
- Erhöhte Wärmeentwicklung durch Wirbelstromverluste (siehe auch oben Wirkungsgrad) gegenüber einer kabelgebundenen Ladung, wodurch entweder Bauelemente wie der Akkumulator schneller altern oder die Ladeleistung reduziert werden muss.